# Olimpíada de Xadrez para Deficientes Visuais

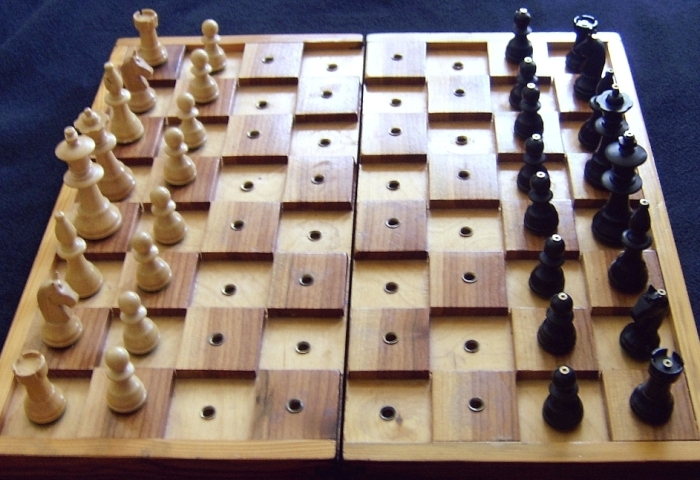
Tabuleiro de xadrez para jogadores cegos

A Olimpíada de Xadrez para Deficiente Visuais é uma competição internacional de xadrez destinada a portadores de deficiência visual que competem em equipes de todo o mundo. O evento é realizado a cada quatro anos e é patrocinado pela International Braille Chess Association, e é o maior evento esportivo no campo do xadrez internacional para deficientes visuais.

## História
O precursor da Olimpíada foi o Torneio de xadrez para deficientes visuais realizado em Rheinbreitbach, Alemanha em 1958. O vencedor foi Reginald Walter Bonham, que viria a fundar a International Braille Chess Association.  A primeira Olimpíada oficial foi realizada em 1961 em Meschede na Alemanha. Oito equipes competiram e jogaram 122 partidas no formato todos-contra-todos sendo a equipe da Iugoslávia vencedora.  Para a terceira Olimpíada, realizada em 1968 em Weymouth, Inglaterra, vinte equipes participaram sendo a equipe soviética vencedora seguida da equipe da Iugoslávia.
Na 13.ª Olimpíada realizada em 2008 na cidade Heraklion,na Grécia, 34 equipes participaram fazendo da Olimpíada de Xadrez para Deficiente Visuais o mais importante evento esportivo no campo do xadrez internacional para deficientes visuais.

## Regras modificadas
Embora a maioria das regras do xadrez para deficientes visuas seja consistente com as do xadrez normal, existem algumas pequenas modificações no equipamento que permitem ao deficiente visual competir:
1. Todas as casas escuras são elevadas em aproximadamente  3–4 mm acima das casas brancas no tabuleiro. Pelo toque nas casas, o jogador é capaz de determinar se uma casa é escura ou branca.
2. Cada casa no tabuleiro tem um buraco no centro para que as peças de xadrez possam ser fixadas.
3. Cada peça tem um pino em sua base, que se encaixa com os buracos nas casas do tabuleiro, que permite a fixação da peça com segurança.
4. Todas as peças pretas tem um pino na parte de cima que ajuda ao jogador distinguir as peças brancas e pretas.

Após realizar um movimento, cada jogador deve anunciar o seu movimento em voz alta para o oponente. Ao invés de escrever seus movimentos em uma planilha de notação, o deficiente visual anota seus movimentos em Braille ou em um gravador.

## Resultados
| #  | Ano  | Cidade                         | Vencedor        |
| -- | ---- | ------------------------------ | --------------- |
| 1  | 1961 | Meschede, Alemanha             | Iugoslávia      |
| 2  | 1964 | Kühlungsborn, Alemanha         | Iugoslávia      |
| 3  | 1968 | Weymouth, Reino Unido          | União Soviética |
| 4  | 1972 | Pula, Croácia                  | União Soviética |
| 5  | 1976 | Kuortane, Finlândia            | União Soviética |
| 6  | 1980 | Noordwijkerhout, Países Baixos | União Soviética |
| 7  | 1985 | Benidorm, Espanha              | União Soviética |
| 8  | 1988 | Zalaegerszeg, Hungria          | União Soviética |
| 9  | 1992 | Maiorca, Espanha               | Rússia          |
| 10 | 1996 | Laguna, Brasil                 | Rússia          |
| 11 | 2000 | Zakopane, Polônia              | Rússia          |
| 12 | 2004 | Tarragona, Espanha             | Polónia         |
| 13 | 2008 | Heraklion, Grécia              | Rússia          |
| 13 | 2012 | Chennai, Índia                 | Rússia          |